# Trofeul „Ilie Năstase” - Arad
Trofeul „Ilie Năstase” este un turneu de tenis feminin, inaugurat în anul 2004, care se desfășoară la Arad. Este dotat, din 2019, cu premii de 25.000 de dolari.
Ediția din 2011 a avut loc în perioada 12-21 august, la baza „Riviera”. Trofeul a fost câștigat de piteșteanca Diana Enache.
Ediția din 2012 a avut loc între 26 mai și 3 iunie și a fost câștigată de Lina Gjorcheska (Macedonia), care a trecut, în finală de Viktoria Malova (Cehia), scor 4-6, 6-4, 6-3. Cele două au câștigat proba de dublu. În 2013, campioană a devenit tânăra rusoaică Anastasiya Komardina (16 ani). 
Ediția a zecea, din 2014, s-a disputat, în premieră, la Activ Club, fiind câștigată de piteșteanca Nicoleta Dascălu, aflată la primul trofeu din carieră.
În 2015, turneul a revenit unei jucătoare de 17 ani din Slovenia, Tamara Zidansek, 6-1, 6-3 cu favorita 2, slovaca Skamlova. Zidansek a pătruns, apoi, în Top 100 WTA. 
Finalistă în ediția precedentă, slovaca Chantal Skamlova a fost vedetă în 2016, câștigând atât la simplu, cât și la dublu. 
Campioana din 2017, Gabriela Ruse a avut un salt fulminat, peste niciun un an ajungând să evolueze pe tabloul principal la Wimbledon!
Din 2019, ITF Arad a urcat nivelul premiilor de la 10.000$ sau 15.000$ la 25.000 de dolari, fiind cel mai mare din România după WTA-ul de la București. Andreea Mitu a câștigat ambele probe.
În 2020, Trofeul „Ilie Năstase” de la Arad ia o pauză, iar pentru 2021 sunt doar speranțe...
Director de turneu: Anela Freer; Director organizatoric: Luminița Vlad; Ofițer de presă: Dan Lazăr.
| Campioane ITF Arad | Simplu                                     | Dublu                                         |
| ------------------ | ------------------------------------------ | --------------------------------------------- |
| 2004               | ROU Liana Balaci Ungur                     | ROU Sorana Cîrstea & Gabi Niculescu           |
| 2005               | ROU Mădălina Gojnea                        | ROU Corina Corduneanu & Raluca Olaru          |
| 2006               | ROU Agnes Szatmari                         | ROU Laura Andrei & Gabi Niculescu             |
| 2007               | ARG Andreea Benitez (Argentina)            | ESP Cabrera-Handt & Gago-Fuentes              |
| 2008               | HUN Palma Kiraly (Ungaria)                 | ROU Laura Andrei & Diana Enache               |
| 2009               | CRO Ani Mijacika (Croația)                 | ROU Cristina Andreea Mitu & Diana Enache      |
| 2011               | ROU Diana Enache                           | ROU Andreea Văideanu & Diana Enache           |
| 2012               | MKD Lina Gjorcheska (Macedonia)            | MKD \| SVK Lina Gjorcheska & Viktoria Malova  |
| 2013               | RUS Anastasiya Komardina (Rusia)           | ROU \| ROU Irina Bara & Diana Enache-Buzean   |
| 2014               | ROU Nicoleta Dascălu                       | ROU \| ROU Irina Bara & Diana Enache-Buzean   |
| 2015               | SLO Tamara Zidansek (Slovenia)             | ROU Jaqueline Cristian & Gabriela Ruse        |
| 2016               | SVK Chantal Skamlova (Slovacia)            | TUR \| SVK Ayla Aksu & Chantal Skamlova       |
| 2017               | ROU Gabriela Elena Ruse                    | SRB \| CZE Tamara Curovic & Vendula Zovincova |
| 2018               | BIH Nefisa Berberovic (Bosnia-Herțegovina) | ROU Cristina Ene & Ioana Loredana Roșca       |
| 2019 premii: 25k   | ROU Andreea Mitu                           | TUR Andreea Mitu & Basak Eraydin              |